# Sidney Drew
Pour les articles homonymes, voir Drew.
Sidney Drew est un acteur, réalisateur, scénariste et producteur né le 28 août 1863 à New York, décédé le 9 avril 1919 à New York (New York).

## Filmographie

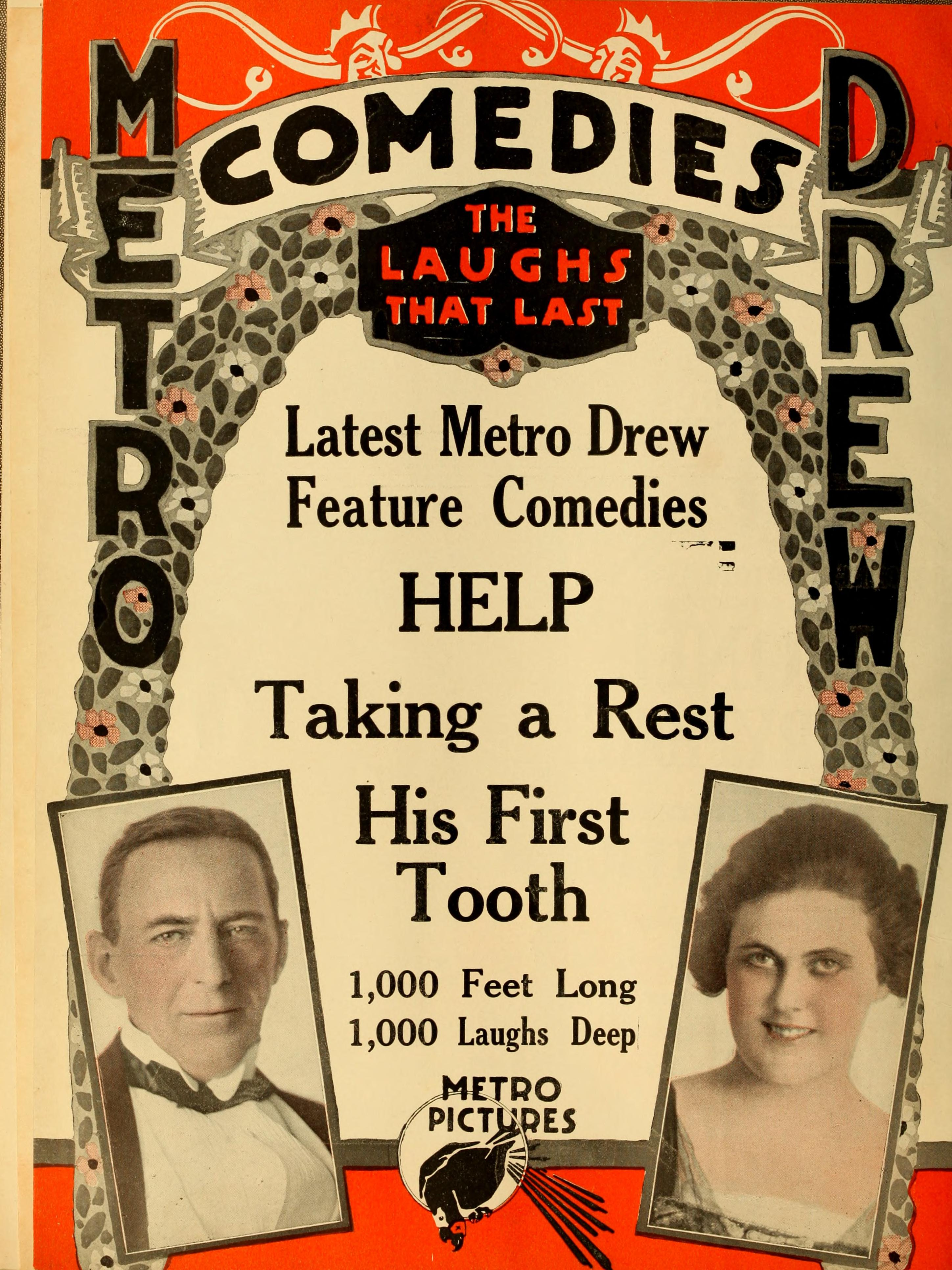
Publicité (1916)

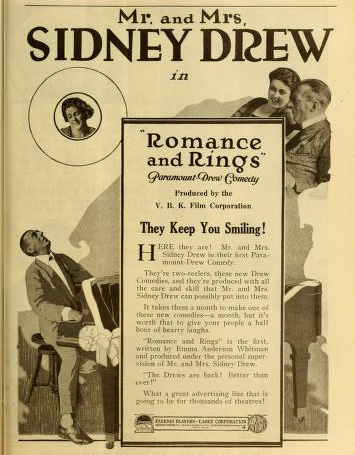
Romance and Rings (1919)

### comme acteur
- 1908 : Cupid's Realm; or, A Game of Hearts (it)
- 1911 : When Two Hearts Are Won
- 1911 : The Red Devils
- 1913 : The Still Voice : Steele
- 1913 : A Regiment of Two �de George D. Baker et Ralph Ince : Ira Wilton
- 1913 : A Sweet Deception de �Ralph Ince : Mr. Bradley
- 1913 : The Master Painter
- 1913 : The Late Mr. Jones : Clarence
- 1913 : The Feudists : First Husband
- 1913 : When Women Go on the Warpath; or, Why Jonesville Went Dry : Grand Marshal
- 1913 : Jerry's Mother-in-Law (en) de �James Young : Jerry Brown
- 1913 : Why I Am Here de Ralph Ince : Peter
- 1913 : Une Leçon de Jalousie (A Lesson in Jealousy) d'Harry Lambart : Henry - the Husband
- 1913 : Beauty Unadorned (en) : Commodore Blunt
- 1914 : Auntie's Portrait (en) de �George D. Baker : Henry Honeypet
- 1914 : Jerry's Uncle's Namesake de lui-même : Jerry Brown
- 1914 : Never Again de Tom Mix : Mr. Rufus Fletcher
- 1914 : Innocent But Awkward de lui-même : Professor John Wallace
- 1914 : Goodness Gracious de �James Young  :  Cornelius
- 1914 : Too Many Husbands (en) de lui-même : Arthur Crane
- 1914 : Rainy, the Lion Killer
- 1914 : A Horseshoe -- for Luck de lui-même : Mr. Sidney Edwards
- 1914 : A Florida Enchantment : Dr. Fred Cassadene
- 1914 : The Royal Wild West
- 1914 : William Henry Jones' Courtship
- 1914 : The Professional Scape Goat : The Scapegoat
- 1914 : The Mysterious Mr. Davey : Henry Murray
- 1914 : Who Was Who in Hogg's Hollow
- 1914 : The Professor's Romance : Professor Cameron
- 1915 : The Hair of Her Head
- 1915 : Wanted, a Nurse : J. Robert Orr
- 1915 : The Homecoming of Henry
- 1915 : The Combination
- 1915 : When Greek Meets Greek
- 1915 : Cupid's Column
- 1915 : When Dumleigh Saw the Joke
- 1915 : The Timid Mr. Tootles
- 1915 : Between the Two of Them
- 1915 : Boobley's Baby : Boobley
- 1915 : The Professor's Painless Cure
- 1915 : The Story of a Glove : Mr. Higgins
- 1915 : Mr. Blink of Bohemia
- 1915 : Their First Quarrel
- 1915 : The Honeymoon Baby
- 1915 : Following the Scent
- 1915 : The Cub and the Daisy Chain
- 1915 : Their Agreement
- 1915 : Unlucky Louey
- 1915 : The Professional Diner
- 1915 : Playing Dead : James Blagwin
- 1915 : Back to the Primitive
- 1915 : Fox Trot Finesse : Ferdie Crosby
- 1915 : Miss Sticky-Moufie-Kiss : Wade Buchanan
- 1915 : How John Came Home
- 1915 : A Safe Investment de lui-même : Charley Sharp
- 1915 : A Case of Eugenics de lui même : Mr. Newlywed
- 1915 : Beautiful Thoughts  de lui-même : Henry Latimer
- 1915 : Romantic Reggie
- 1915 : Diplomatic Henry
- 1915 : The Home Cure
- 1915 : Rooney's Sad Case
- 1915 : The Deceivers : Mr. Simpkins
- 1915 : Is Christmas a Bore? : Paul Pantoum Punctual
- 1915 : By Might of His Right
- 1916 : Their First
- 1916 : Their Divorce
- 1916 : At a Premium
- 1916 : His Wife Knew About It
- 1916 : When Two Play a Game
- 1916 : A Telegraphic Tangle de lui-même : John Smithers
- 1916 : Too Clever by Half
- 1916 : Peace at Any Price
- 1916 : Childhood's Happy Days
- 1916 : At the Count of Ten
- 1916 : His Wife's Mother
- 1916 : The Swooners
- 1916 : Number One
- 1916 : System Is Everything
- 1916 : The Model Cook
- 1916 : A Symphony in Coal de lui-même
- 1916 : Sweet Charity
- 1916 : One on Henry
- 1916 : It Never Got by
- 1916 : Help!
- 1916 : Borrowing Trouble
- 1916 : The Jones' Auto
- 1916 : Taking a Rest
- 1916 : His First Tooth
- 1916 : A Lady in the Library
- 1916 : Nobody Home
- 1916 : Preparedness
- 1916 : His Rival
- 1916 : Gravy
- 1916 : Henry's Thanksgiving
- 1916 : Free Speech
- 1916 : Crosby's Rest Cure
- 1916 : Wages No Object
- 1916 : Duplicity
- 1916 : Her Perfect Husband
- 1917 : Lest We Forget
- 1917 : As Others See Us
- 1917 : Caveman's Buff
- 1917 : His Perfect Day
- 1917 : The Professional Patient
- 1917 : The Pest d'Arvid E. Gillstrom  : Henry
- 1917 : Blackmail : Henry
- 1917 : Her Obsession
- 1917 : Reliable Henry
- 1917 : Locked Out
- 1917 : Handy Henry
- 1917 : The High Cost of Living
- 1917 : The Awakening of Helene Minor
- 1917 : Putting It Over on Henry
- 1917 : One of the Finest
- 1917 : Safety First
- 1917 : Her Lesson
- 1917 : Nothing to Wear : Mr. Marsh
- 1917 : Hypochondriacs
- 1917 : Her Anniversaries
- 1917 : Tootsie
- 1917 : The Match Makers
- 1917 : Mr. Parker -- Hero
- 1917 : His Ear for Music
- 1917 : Her Economic Independence
- 1917 : Her First Game
- 1917 : The Patriot
- 1917 : Music Hath Charms
- 1917 : His Curiosity
- 1917 : The Joy of Freedom
- 1917 : His Double Life
- 1917 : The Dentist
- 1917 : Rubbing It In
- 1917 : Hist! Spies
- 1917 : Twelve Good Hens and True
- 1917 : His Deadly Calm
- 1917 : The Rebellion of Mr. Minor
- 1917 : A Close Resemblance de lui même
- 1917 : Too Much Henry
- 1917 : The Spirit of Merry Christmas
- 1917 : The Unmarried Look
- 1917 : Shadowing Henry
- 1918 : His First Love
- 1918 : Before and After Taking : �Henry Minor
- 1918 : Their Mutual Motor
- 1918 : Why They Left Home
- 1918 : Their First Love
- 1918 : Under the Influence
- 1918 : Help Wanted
- 1918 : The Bright Lights Dimmed
- 1918 : After Henry : �Henry Minor
- 1918 : His Generosity
- 1918 : His Strength of Mind
- 1918 : Special Today
- 1918 : When a Man's Married
- 1918 : Gas Logic
- 1918 : A Youthful Affair : Henry Minor
- 1918 : Pay Day : Kirke Brentwood
- 1918 : Financing the Fourth
- 1919 : Romance and Rings
- 1919 : Once a Mason
- 1919 : The Amateur Liar : Henry
- 1919 : Harold, the Last of the Saxons
- 1919 : Squared
- 1919 : A Sisterly Scheme de Mrs. Sidney Drew

### comme réalisateur
- 1911 : The Red Devils
- 1913 : Beauty Unadorned de lui-même, L. Rogers Lytton and James Young : Commodore Blunt
- 1914 : Jerry's Uncle's Namesake
- 1914 : Never Again
- 1914 : Innocent But Awkward
- 1914 : Too Many Husbands (en)
- 1914 : Rainy, the Lion Killer
- 1914 : A Horseshoe -- for Luck
- 1914 : A Florida Enchantment
- 1914 : The Royal Wild West
- 1914 : William Henry Jones' Courtship
- 1914 : The Professional Scape Goat
- 1914 : The Mysterious Mr. Davey
- 1914 : The Professor's Romance
- 1915 : The Hair of Her Head
- 1915 : Wanted, a Nurse
- 1915 : The Homecoming of Henry
- 1915 : The Combination
- 1915 : When Greek Meets Greek
- 1915 : Cupid's Column
- 1915 : When Dumleigh Saw the Joke
- 1915 : The Timid Mr. Tootles
- 1915 : Between the Two of Them
- 1915 : Boobley's Baby
- 1915 : The Professor's Painless Cure
- 1915 : The Story of a Glove
- 1915 : Mr. Blink of Bohemia
- 1915 : Their First Quarrel
- 1915 : The Honeymoon Baby
- 1915 : Following the Scent
- 1915 : All for a Girl (en) de Roy Applegate :
- 1915 : The Cub and the Daisy Chain
- 1915 : Their Agreement
- 1915 : Unlucky Louey
- 1915 : The Professional Diner
- 1915 : Playing Dead
- 1915 : Back to the Primitive
- 1915 : Fox Trot Finesse
- 1915 : Miss Sticky-Moufie-Kiss
- 1915 : How John Came Home
- 1915 : A Safe Investment
- 1915 : A Case of Eugenics
- 1915 : Beautiful Thoughts
- 1915 : Romantic Reggie
- 1915 : Diplomatic Henry
- 1915 : The Home Cure
- 1915 : Rooney's Sad Case
- 1915 : The Deceivers
- 1915 : Is Christmas a Bore?
- 1915 : By Might of His Right
- 1916 : Their First
- 1916 : Their Divorce
- 1916 : Between One and Two
- 1916 : At a Premium
- 1916 : His Wife Knew About It
- 1916 : When Two Play a Game
- 1916 : A Telegraphic Tangle
- 1916 : Too Clever by Half
- 1916 : Peace at Any Price
- 1916 : Childhood's Happy Days
- 1916 : His Wife's Mother
- 1916 : The Swooners
- 1916 : Number One
- 1916 : System Is Everything
- 1916 : The Model Cook
- 1916 : A Symphony in Coal
- 1916 : Sweet Charity
- 1916 : One on Henry
- 1916 : It Never Got by
- 1916 : Help!
- 1916 : Borrowing Trouble
- 1916 : The Jones' Auto
- 1916 : Taking a Rest
- 1916 : His First Tooth
- 1916 : A Lady in the Library
- 1916 : Nobody Home
- 1916 : Preparedness
- 1916 : His Rival
- 1916 : Gravy
- 1916 : Henry's Thanksgiving
- 1916 : Free Speech
- 1916 : Crosby's Rest Cure
- 1916 : Wages No Object
- 1916 : Duplicity
- 1916 : Her Perfect Husband
- 1917 : Their Burglar
- 1917 : Lest We Forget
- 1917 : His Little Spirit Girl
- 1917 : Henry's Ancestors
- 1917 : As Others See Us
- 1917 : Caveman's Buff
- 1917 : His Perfect Day
- 1917 : The Professional Patient
- 1917 : The Pest
- 1917 : Blackmail
- 1917 : Her Obsession
- 1917 : Reliable Henry
- 1917 : Locked Out
- 1917 : Handy Henry
- 1917 : The High Cost of Living
- 1917 : The Awakening of Helene Minor
- 1917 : Putting It Over on Henry
- 1917 : One of the Finest
- 1917 : Safety First
- 1917 : Her Lesson
- 1917 : Nothing to Wear
- 1917 : Hypochondriacs
- 1917 : Her Anniversaries
- 1917 : Tootsie
- 1917 : The Match Makers
- 1917 : Mr. Parker -- Hero
- 1917 : His Ear for Music
- 1917 : Her Economic Independence
- 1917 : Her First Game
- 1917 : The Patriot
- 1917 : Music Hath Charms
- 1917 : His Curiosity
- 1917 : The Joy of Freedom
- 1917 : His Double Life
- 1917 : The Dentist
- 1917 : Rubbing It In
- 1917 : Hist! Spies
- 1917 : Twelve Good Hens and True
- 1917 : His Deadly Calm
- 1917 : The Rebellion of Mr. Minor
- 1917 : A Close Resemblance
- 1917 : Too Much Henry
- 1917 : The Spirit of Merry Christmas
- 1917 : The Unmarried Look
- 1917 : Shadowing Henry
- 1918 : His First Love
- 1918 : Before and After Taking
- 1918 : Their Mutual Motor
- 1918 : Why They Left Home
- 1918 : Their First Love
- 1918 : Under the Influence
- 1918 : Help Wanted
- 1918 : The Bright Lights Dimmed
- 1918 : After Henry
- 1918 : His Generosity
- 1918 : His Strength of Mind
- 1918 : Special Today
- 1918 : When a Man's Married
- 1918 : Gas Logic
- 1918 : A Youthful Affair
- 1918 : Pay Day
- 1919 : Romance and Rings
- 1919 : Once a Mason
- 1919 : The Amateur Liar
- 1919 : Harold, the Last of the Saxons
- 1919 : Squared

### comme scénariste
- 1919 : Bunkered
- 1913 : Beauty Unadorned
- 1914 : The Professional Scape Goat
- 1915 : The Combination
- 1915 : The Professional Diner
- 1915 : The Home Cure
- 1916 : Wages No Object
- 1917 : Their Burglar
- 1917 : Lest We Forget
- 1917 : Henry's Ancestors
- 1917 : As Others See Us
- 1917 : Her Obsession
- 1917 : Safety First
- 1917 : Her Lesson
- 1917 : Tootsie
- 1917 : The Match Makers
- 1917 : Mr. Parker -- Hero
- 1917 : His Ear for Music
- 1917 : Her Economic Independence
- 1917 : The Patriot
- 1917 : His Curiosity
- 1917 : The Dentist
- 1917 : Rubbing It In
- 1917 : Hist! Spies
- 1917 : Twelve Good Hens and True
- 1917 : His Deadly Calm
- 1917 : The Rebellion of Mr. Minor
- 1917 : A Close Resemblance
- 1917 : Too Much Henry
- 1917 : The Unmarried Look
- 1917 : Shadowing Henry
- 1918 : His First Love
- 1918 : Before and After Taking
- 1918 : Their Mutual Motor
- 1918 : Why They Left Home
- 1918 : Under the Influence
- 1918 : The Bright Lights Dimmed
- 1918 : After Henry
- 1918 : His Generosity
- 1918 : Special Today
- 1918 : A Youthful Affair
- 1918 : Pay Day
- 1919 : Once a Mason
- 1919 : The Amateur Liar
- 1919 : Squared
- 1919 : Bunkered

### comme producteur
- 1914 : The Professional Scape Goat
- 1915 : Wanted, a Nurse
- 1915 : Boobley's Baby
- 1915 : Fox Trot Finesse